# Chlanidophora mariae
Chlanidophora mariae là một loài bướm đêm trong họ Noctuidae.